# Corinne Cléry
| Corinne Cléry                             | Corinne Cléry                             |
| Kattints az alábbi külső linkek egyikére! | Kattints az alábbi külső linkek egyikére! |
| ----------------------------------------- | ----------------------------------------- |
| Nem található szabad kép.(?)              |                                           |
| külső link · jogvédett                    | Az 1970-es években (Alchetron)            |
| külső link · jogvédett                    | Az 1990-es években (Alchetron)            |

Corinne Cléry, született Corinna Piccolo (Párizs, 1950. március 23. –) olasz származású francia televíziós és filmszínésznő, fotómodell, manöken.
Apróbb filmszerepek után 1975-ben vált ismertté Just Jaeckin rendező O története c. erotikus játékfilmjének címszerepében. 1979-ben a James Bond sorozat Moonraker c. filmjében ő kapta a „Bond-leányka” szerepét Roger Moore partnereként. Ezen kívül még számos francia, olasz és nemzetközi játékfilmben szerepelt. A Moonraker után gyakorlatilag csak Olaszországban filmezett. Nagyon sok szerepet kapott olasz és francia televíziós produkciókban, de elsősorban olasz nyelvű csatornákon és műsorokban jelenik meg.

## Élete

### Származása, első zsengéi
Corinna Piccolo néven született 1950. március 23-án Párizsban, olasz szülőktől. (A pletykasajtóban néha az 1951-es évszámot említik, ennek forrása ismeretlen, maga Corinne mindig kitérően nyilatkozott erről). Saint Germain-en-Laye-ban töltötte gyermekkorát, itt járt iskolába. Nem színésznőnek készült, inkább a divatszakmában, manökenként akart dolgozni. Karrierjét mégis a filmnél kezdte. 16 éves volt, amikor Joël Le Moigne rendező kiválasztotta a Les Poneyttes című romantikus, zenés vígjáték egyik főszerepére. Corinne Piccoli művésznéven szerepelt, saját keresztnevének franciás változatát használta, Piccolo családnév helyett Piccoli-val kombinálva. A zenés musicalben a kor számos ismert zenésze és énekese szerepelt, köztük Johnny Hallyday, Sylvie Vartan, Bruno Coquatrix, Danyel (Daniel) Gérard, Carlos, Patrick Topaloff, Paco Rabanne, Paul-Loup Sulitzer, és az ismert lemezlovas, Hubert Wayaffe, az Europe-1 rádióadó „Dans le vent” c. népszerű könnyűzenei műsorának animátora. A közös munka során a tini Corinne sikerrel elcsavarta Hubert fejét, és 1967-ben, a forgatás végeztével, 17 évesen feleségül is ment hozzá. Az esküvői tanúk Mireille Darc, Claude François, Gilbert Bécaud és Bertrand de Labbey voltak.
A sztárral kötött házasság révén a fiatal színésznő az újságírók érdeklődéséneknek középpontjába került. A házaspár Polinéziába költözött, itt született közös fiuk, Alexandre Wayaffe. A házasság megromlott, a gyermek egyéves korában súlyosan megbetegedett, Corinne Piccolo hazatért vele Franciaországba, férjétől, Hubert Wayaffe-tól pedig 1969-ben elvált. 18 éves volt, színésznői pályája még el sem indult.
Hamarosan ismét férjhez ment egy Luca Valerio nevű férfihoz, tőle is elvált, harmadik férje Giuseppe Ercole olasz üzletember lett, akitől az évek során kétszer elvált, majd újra hozzáment. Eközben sok hosszabb-rövidebb viszonyt folytatott társaságbeli ismerőseivel, köztük egy római fogorvossal, egy görög építésszel, és Claude Lelouch filmrendezővel is. Az 1970-es évek elején keresett manökenként és fotómodellként dolgozott, Párizs és Róma között ingázva. 1973-ban ismét egy olasz filmvígjátékban, az „Il Sergente Rompiglioni”-ban szerepelt. Olasz nevét, a Corinna Piccolót ekkor változtatta a franciásan hangzó Corinne Cléry-re.

### O története
1975-ben megkapta azt a szerepet, amit sokan „élete nagy alakításának” tartanak. Just Jaeckin rendező, aki ekkor már világhírt szerzett az Emmanuelle-lel, címszereplőt keresett az „O története” („Histoire d’O”) című szado-mazo szexfilmjéhez. A film Pauline Réage (Dominique Aury írói álneve, akit valójában Anne Desclos-nak hívtak) erotikus regénye alapján készült, amelyet 20 évvel korábban adtak ki, és nagy erkölcsbotrányt kavart erősen szexista nézőpontja és a női szereplők érzelmi, testi kihasználásának nyílt, durva tárgyalása miatt. A főszereplő kiválasztásához Just Jaeckin és csapata több, mint 400 nőt hívott be, köztük Marlène Jobert-t és Sylvia Kristelt is. Corinna Piccolo – ekkor már Corinne Cléry – római modellügynöke elküldte Jaeckinnek Corinne meztelen fotóját, amit a tengerparton készítettek. A címszerepet Corinne kapta meg, a férfi főszerepeket Udo Kier (René) és Anthony Steel (Sir Stephen).
Az 1975-ben bemutatott film nagy botrányt okozott és hatalmas sikert aratott egyszerre. Csak Franciaországban 3,5 millió fizető néző látta. Az O története kihasználta, hogy a cenzúráról szóló puha francia törvények különbséget tettek erotikus és pornográf ábrázolás között, az előbbit igen enyhén kezelve. A vetítővásznon megjelenő képek valóban nem mutattak meg explicit módon az aktusok minden részletét, de teljes nyíltsággal, félre nem érthető módon bemutatják a nők testi és lelki megalázását, kínzását. A történés esszenciája az, amit Sir Stephen (Anthony Steel) mond 'O'-nak (Corinne-nak) a történet elején, amikor a Roissy kastélyban szex-rabszolgaságba veti: „Azért vagy itt, hogy Uraidat szolgáld. Semmi sem a tiéd többé, sem a kezeid, sem a kebleid, de főleg testednek egyetlen nyílása sem a tiéd többé, amelyeket megbolygathatunk és amelyekbe behatolhatunk, kedvünk szerint.”
A forgatás kezdetén Corinne Cléry aránylag könnyedén vette a szinte állandó meztelen szereplést, de a munka egyre nagyobb lelki terhet rótt rá annak ellenére, hogy a film-adaptáció szex-jelenetei összehasonlíthatatlanul enyhébbek volt, mint regénybeli leírásuk. Corinne megtapasztalta, hogy egy erotikus (valójában szoftpornó) filmben szerepelni sokkal kínosabb, mint egy szexmagazinnak modellt állni. A beszámolók szerint a felvételek szüneteiben gyakran sírt, abba akarta hagyni az egészet, és megfogadta, hogy soha többé nem vállal szexfilm-szerepet. Alakítása talán emiatt nem sikerült igazán átütőre. Ennek ellenére az O történetének sikere Corinne-t egy csapásra világszerte ismert sztárrá tette Nyugat-Európában és az Egyesült Államokban is, ahol a filmnek csak erősen cenzúrázott változatát mutatták be.
A film forgatása után Corinne exkluzív szerződést kapott a Lui magazintól, amely több aktfotósorozatát közölte, köztük az O történetének számos werk-fotóját is. A folyóirat egyik számának címlapján Corinne az O története könyv egy hatalmas példányát tartja kezében. Hullámzó színésznői pályája mellett fotómodellként állandó és rendszeres megbízásokat kapott, képei megjelentek a Playboy, a Playmen, a Lui és a Blitz magazinok oldalain.
Corinne következő filmjei kisebb hatásúak voltak, a rendezők nem adtak neki komoly főszerepeket. 1977-ben végre főszerephez jutott, de ismét csak egy szexfilmben, Carlo Lizzani „Kleinhoff Hotel”-jében. Ez volt utolsó meztelen alakítása. A következő években szerepelt olasz és francia filmvígjátékokban Jean-Pierre Marielle-lel (La Bataillon en folie / Sturmtruppen, 1977), Anthony Quinnel és Adriano Celentanóval a Blöffben (1976), Franco Neróval az Autostop rosso sangue c. thrillerben (1977), és egy spanyol filmben Terence Stamppel (Striptease, 1976).

### A Bond-leányzó
1979-ben Lewis Gilbert rendező Corinne-nak adta a James Bond sorozat Moonraker (Magyarországon Holdkelte) című akció-vígjátékának női főszerepét. „Corinne Dufour”-t. Bond-görlt játszhatott Roger Moore és Michael Lonsdale partnereként. Ez volt pályájának második – és mint utóbb kitűnt, utolsó – csúcspontja. A film sikere nyomán Corinne-t ismét szárnyára kapta a világhír, de újabb sztárszerepeket nem kapott, színésznőként visszasüllyedt a középmezőnybe, mint előtte és utána sok, hasonlóan nagy reményű Bond-lány: Caroline Munro, Barbara Bach, Grace Jones és mások. A Playboy 1979. júliusi számában Corinne-ról készült fotósorozat jelent meg.
Ugyanebben az évben Corinne még egy főszerepet kapott a Aldo Lado olasz rendező L'umanoide (A humanoid) c. science-fiction történetében, a Csillagok háborújának gyenge utánérzésében. Corinne mellett a Humanoid egyik szereplője, Richard Kiel már a Moonrakerben is szerepelt. (Sőt, Richard Kiel korábban Lewis Gilbert másik Bond-filmjében, A kém, aki szeretett engem-ben is játszott, de a Bond-filmek parádés szerepei neki sem hozták meg az áttörést).

### Élet a „Holdkelte” után
A Moonraker után, az 1980-as évek során Corinne szinte kizárólag olasz rendezők Olaszországban készült, olasz nyelvű filmjeiben szerepelt. Játszott drámai filmekben, thrillerekben, vígjátékokban, hírneves partnerekkel: Ugo Tognazzival Az éjszakai utazókban (I viaggiatori della sera, 1979), Jean Rochefort-ral az Odio le bionde-ben (1981), Helmut Bergerrel az Eroinában (1980), Faye Dunaway-jel és Matthew Modine-nal a La partita c. vígjátékban (1988), Lucio Fulcival az Il miele del diavolóban (1986). Sok változatos filmszerepben feltűnt, a közönség ismerte és kedvelte játékát, de az 'O' és a Moonraker sikerét többé nem tudta megismételni. 1983-ban Corinne újszerű feladatot vállalt, Antonio Margheriti rendező Il mondo di Yor c. kalandfilmjében Reb Brown, a történelem előtti időkben vadászó ősember (Yor) ősasszonyát alakította, bizonyítva, hogy bármilyen szerepet képes színvonalasan eljátszani.
Az 1990-es évektől a negyvenes éveibe lépő Corinne egyre kevesebb filmszerepben tűnt fel, viszont megszaporodtak televíziós közreműködései. Rendszeresen szerepel tévéfilmekben, televíziós sorozatokban, alapvetően az olasz, néha a francia tévétársaságok produkcióiban is. A francia TV-ben emlékezetes marad Corinne, mint „Betty Favart”, Philippe Noiret és Varga Veronika mellett, a Le roi de Paris sorozatban (1995). Az olasz színházakban is szerepel, a Barbara Alberti regényéből készült Donna di Piacere c. drámában, ahol egy francia prostituáltat alakít. 1998-ban szerepelt Vincenzo Verdecchi: Drága húgom (La forza dell’amore) c. filmjében, Gianni Morandival.
2009 januárjában Corinne részt vett a Rai Uno tévétársaság Ballando con le stelle című, táncversenyes show-műsorában, ami a BBC által kitalált, nagy sikerű Strictly Come Dancing vetélkedő olasz másolata. Itt a film, színház és média hírességei egy-egy hivatásos versenytáncos partnerrel lépnek fel, közönség és zsűri előtt. (A BBC-ben pl. Cherie Lunghi angol színésznő igen szép helyezést ért el, döntőig jutott. A Rai Unóban Corinne Cléry nem jutott ilyen magasra).
A magyar televízióban is látható volt több filmje, így az 1990-ben készült Egyedül a gyermekeimmel c. dráma, amelyben Corinne Giancarlo Gianninivel és Monica Belluccival játszott; továbbá a Terence Hill címszereplésével futó Don Matteo sorozat 2002-ben készült Il passato ritorna c. epizódjában. Szerepel az olasz Bűvölet (Incantesimo) c. tévésorozat 2007-ben bemutatott 9. évadában. Jelenleg (2010) Rómában él, a „high society” kedvelt tagja, aktív állatvédőként (is) rendszeresen nyilatkozik.